# Пантелеймон (Романовський)
Пантелеймо́н (Романо́вський), архієпи́скоп Кіровогра́дський і Новоми́ргородський (21 травня 1952, Кіровоград — 22 серпня 2019) — єпископ Дніпропетровський УАПЦ (1991—1992). Пізніше — архієрей УПЦ МП, з 2011 року на спокої. Тезоіменитство — 9 серпня.

## Біографія
Павло Михайлович Романовський народився 21 травня 1952 року в Кіровограді.
З 1959 по 1969 рік навчався в Кіровоградській загальноосвітній школі № 6, після закінчення якої вступив до Кіровоградського будівельного технікуму. У 1972 році призваний до лав Радянської армії. З 1975 року працював інженером з техніки безпеки на Кіровоградському заводі «Новатор».
1976 року закінчив Ленінградську духовну семінарію.

### Початок служіння
2 березня 1980 року був висвячений у сан диякона, 7 квітня 1981 року — в сан пресвітера. До 1987 року служив у Середньоазіатській єпархії, потім був переведений до Сумської єпархії.
1989 року прийняв чернечий постриг з ім'ям Пантелеймон. Служив на приходах Сумської єпархії. Протягом 1990—1991 років був секретарем Кримського єпархіального управління і благочинним Керченського округу.

### Архієрейське служіння
21 липня 1991 року був висвячений Патріархом Мстиславом та єпископом Антонієм (Щербою) (Українська православна церква США) на єпископа Миколаївського і Херсонського Української Автокефальної Православної Церкви; у 1991 — до червня 1992 року — єпископ Вінницький і Дніпропетровський УАПЦ.
У 25 червня 1992 році відкинув свячення та влився до новостворену у Харкові УПЦ МП.
Незважаючи на канонічну хіротонію (єпископи-емігранти Мстислав і Антоній мали апостольську спадкоємність від Польської православної церкви і згодом їхня юрисдикція була прийнята у Вселенський патріархат у сущому сані).
25 липня 1992 року був заново висвячений у сан єпископа в УПЦ МП. Рішенням Священного Синоду був призначений єпископом Кіцманським, вікарієм Чернівецької єпархії.
22 червня 1993 року був призначений єпископом Конотопським і Глухівським.
29 червня 1994 року став єпископом Вільнянським, вікарієм Запорізької єпархії.
1994 року вступив до Київської духовної академії.
З 9 серпня 1995 року — єпископ Брусиловський, вікарій Овруцької єпархії.
29 липня 1998 року призначений єпископом Світловодским, вікарієм Кіровоградскої єпархії.
Указом від 5 листопада 1998 року владика Пантелеймон був призначений єпископом Кіровоградським і Олександрійським, керуючим Кіровоградською єпархією УПЦ (МП).
27 липня 2007 року, після виокремлення з Кіровоградської єпархії та створення Олександрійської єпархії, титулувався як єпископ Кіровоградский і Новоархангельський, а від 14 листопада 2007 року — як Кіровоградський і Новомиргородський.
У липні 2009 року зведений у сан архієпископа.
10 лютого 2011 року Священний Синод почислив архієпископа Пантелеймона на спочинок «за станом здоров'я».
Помер 22 серпня 2019 року.

## Погляди і праці
Незважаючи на колишню приналежність до УАПЦ владика Пантелеймон не є прибічником автокефалії УПЦ.

### Політичні погляди і діяльність
Пантелеймон є прихильником Партії регіонів, відомий своєю активною агітацією за партію і Віктора Януковича в часи виборчих кампаній. В період виборів Президента України у 2004 році, 22 грудня він виступив на мітингу за участі Януковича в Кіровограді. Він заявив, що йому тричі увісні являлась Божа Матір, вказуючи на Януковича, як майбутнього Президента України.
Раніше, проводячи богослужіння 14 листопада 2004 року Пантелеймон агітував за «Божого президента» Януковича. При цьому він називав іншого кандидата на посаду президента Віктора Ющенка «греко-католиком», у якого «вся сім'я — протестанти, і то — затяті», також він стверджував, що якщо до влади прийде Ющенко він «закриє всі православні церкви, а на базі Києво-Печерської та Почаївської Лаври будуть створені концентраційні табори для православних».
За інформацією опозиційних на той час видань, структури УПЦ МП в Кіровоградській області, за сприяння Пантелеймона використовувались для фінансування роботи місцевих штабів Віктора Януковича, підкупу членів ДВК та ТВК, розповсюдження агітації проти кандидата Ющенка (яка зберігались на церковних складах).
16 вересня 2009 р. під час візиту Януковича до Кіровограду архієпископ Пантелеймон подарував йому ікону ангела-охоронця, щоб вона, як заявив архієпископ «стояла в кабінеті Віктора Януковича, в тому числі — і в президентському».